# 苯甲酸香叶酯
苯甲酸香叶酯（英語：geranyl benzoate），别名苯甲酸牻牛儿酯，化学名3,7-二甲基-2,6-辛二烯苯甲酸酯，化学式C17H22O2，是苯甲酸与香叶醇（牻牛儿醇）构成的酯类化合物，可见于瑞香、斐濟果、依兰等物种。为无色或浅黄色油状液体。有玫瑰、依兰依兰样香气，不溶于水，溶于乙醇和乙醚。可用于调制化妆品中依兰、香叶型香精或用作定香剂、增香剂。在食品中可用于调配苹果香型香精。
可由香叶醇与苯甲酰氯在无水吡啶中以2:1摩尔比，120°C反应30分钟得到，或两者进行肖滕-鲍曼反应得到。也可直接采用苯甲酸与香叶醇进行酯化反应制备。